# Zillis-Reischen
Zillis-Reischen (rätoromanisch Ziraun-Reschen) ist eine politische Gemeinde der Region Viamala des Kantons Graubünden in der Schweiz. Die Gemeinde ging 1875 hervor aus der Fusion der politischen Gemeinden Zillis und Reischen.

## Geographie

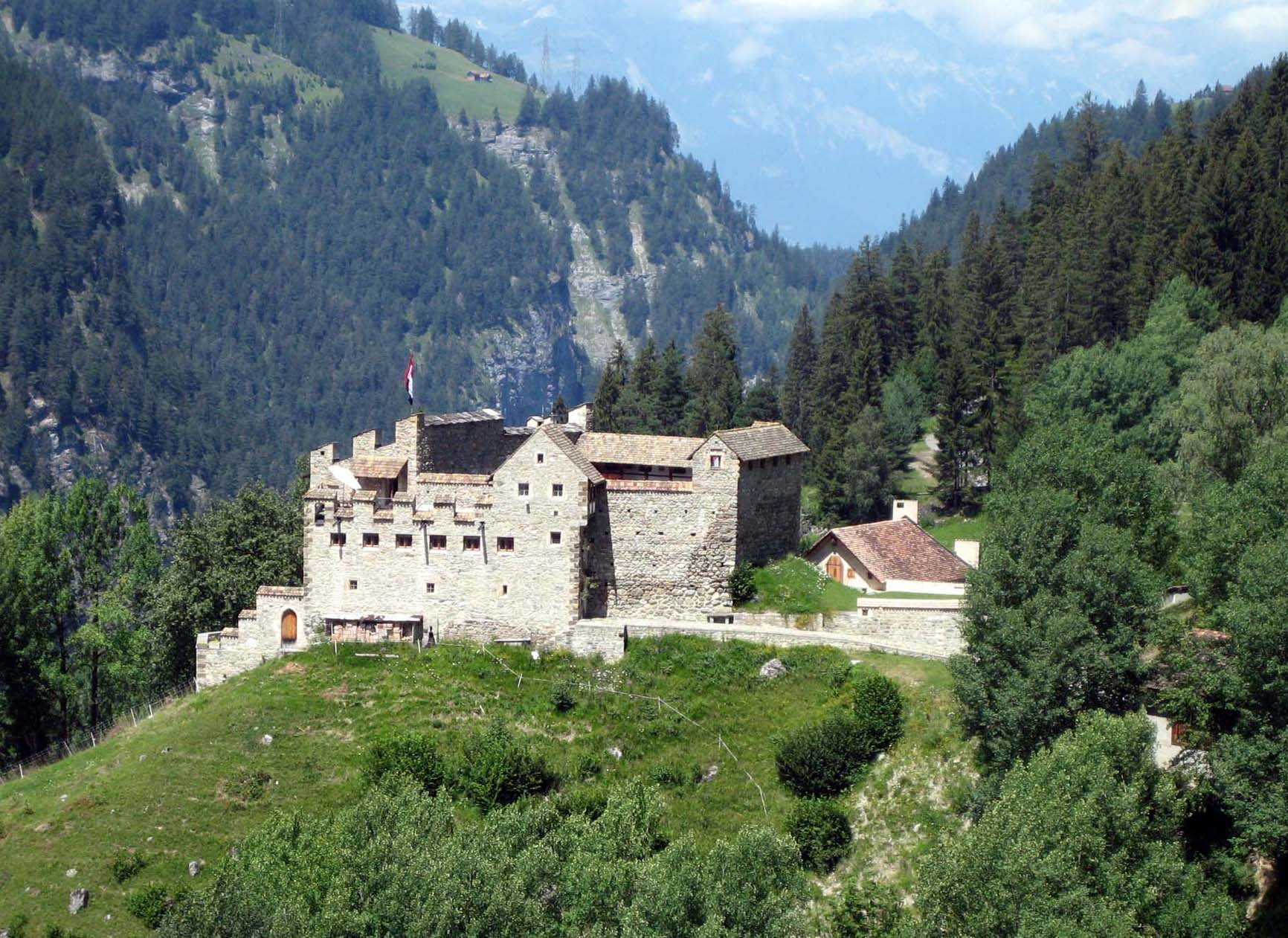
Burg Haselstein

Die beiden Dörfer Zillis und Reischen liegen östlich des Hinterrheins und gehören zum Schams. Reischen liegt am Hang, das Dorf Zillis  im Talgrund. Zur Gemeinde gehört auch der Talgrund zur linken Seite des Rheins. Das Traversiner Tobel bildet die Nord-, die Gebirgskette um den Piz Curvér (2972 m ü. M.) die Ostgrenze der Gemeinde. Nebst den beiden Dörfern gehören Spegnet (1467 m) und Nasch (1670 m) sowie etliche Einzelhöfe zur Gemeinde.
Vom gesamten Gemeindegebiet von beinahe 25 km² sind 1048 ha bewaldet und 559 ha Gebirge. Neben 45 ha Siedlungsfläche gibt es 794 ha landwirtschaftlich nutzbaren Boden, von denen 654 ha als Maiensässen bewirtschaftet werden.

## Geschichte
Zillis weist eine alte Besiedlung auf. Dies belegen Funde aus der Römerzeit und eine Kirchenanlage von 500 n. Chr. Der Ort ist gleichzeitig Hauptort der ganzen Region Schams. Nach 1530 wurde die Reformation eingeführt. Seit 1875, als sich die Gemeinde Reischen (1125 ha, 66 Einwohner) mit Zillis (1317 ha, 330 Einwohner) zusammenschloss, gibt es die Gemeinde Zillis-Reischen.
→ siehe auch Abschnitt Geschichte im Artikel Zillis

→ siehe auch Abschnitt Geschichte im Artikel Reischen

## Wappen
| Wappen von Zillis-Reischen | Blasonierung: «In Silber ein golden nimbierter, stehend hersehender, schwarzhaariger, goldgewandeter und gespornter, silberner Heiliger mit rotem Unter- und Beinkleid sowie umhängender schwarzer Scheide, den blauen Mantel mit einem schwarzbehefteten silbernen Schwert für den vor ihm knienden golden geschurzten Bettler in natürlichen Farben teilend, begleitet von zwei sechsstrahligen roten Sternen in den Oberecken.» |
| Wappen von Zillis-Reischen | Der heilige Martin verweist auf die bedeutende Talkirche zu Zillis, während die beiden Sterne die beiden Gemeindeteile symbolisieren. |

## Bevölkerung
| Bevölkerungsentwicklung | Bevölkerungsentwicklung | Bevölkerungsentwicklung | Bevölkerungsentwicklung | Bevölkerungsentwicklung | Bevölkerungsentwicklung | Bevölkerungsentwicklung | Bevölkerungsentwicklung | Bevölkerungsentwicklung | Bevölkerungsentwicklung | Bevölkerungsentwicklung | Bevölkerungsentwicklung | Bevölkerungsentwicklung |
| ----------------------- | ----------------------- | ----------------------- | ----------------------- | ----------------------- | ----------------------- | ----------------------- | ----------------------- | ----------------------- | ----------------------- | ----------------------- | ----------------------- | ----------------------- |
| Jahr                    | 1870                    | 1900                    | 1950                    | 1980                    | 1990                    | 2000                    | 2005                    | 2010                    | 2012                    | 2014                    | 2016                    | 2020                    |
| Einwohner               | 396                     | 263                     | 276                     | 252                     | 312                     | 330                     | 368                     | 448                     | 424                     | 410                     | 391                     | 389                     |

### Sprachen
Ursprünglich sprachen die Bewohner Sutselvisch, eine rätoromanische Mundart. Bis um 1850 war die Gemeinde einsprachig, doch nahm der Anteil der Romanischsprachigen bis 1910 auf 78 Prozent ab. 1940 waren die Romanen nur noch eine knappe Mehrheit von 56 Prozent. Danach beschleunigte sich der Sprachwandel hin zum Deutschen immer mehr. Heute ist Deutsch einzige Behördensprache, obwohl noch 30 Prozent der Einwohnerschaft Romanisch verstehen.
| Sprachen in Zillis-Reischen |                   |                   |                   |                   |                   |                   |
| Sprachen                    | Volkszählung 1980 | Volkszählung 1980 | Volkszählung 1990 | Volkszählung 1990 | Volkszählung 2000 | Volkszählung 2000 |
| Sprachen                    | Anzahl            | Anteil            | Anzahl            | Anteil            | Anzahl            | Anteil            |
| Deutsch                     | 136               | 53,97 %           | 229               | 73,40 %           | 263               | 79,70 %           |
| Rätoromanisch               | 104               | 41,27 %           | 072               | 23,08 %           | 042               | 12,73 %           |
| Einwohner                   | 252               | 100 %             | 312               | 100 %             | 330               | 100 %             |

## Sehenswürdigkeiten

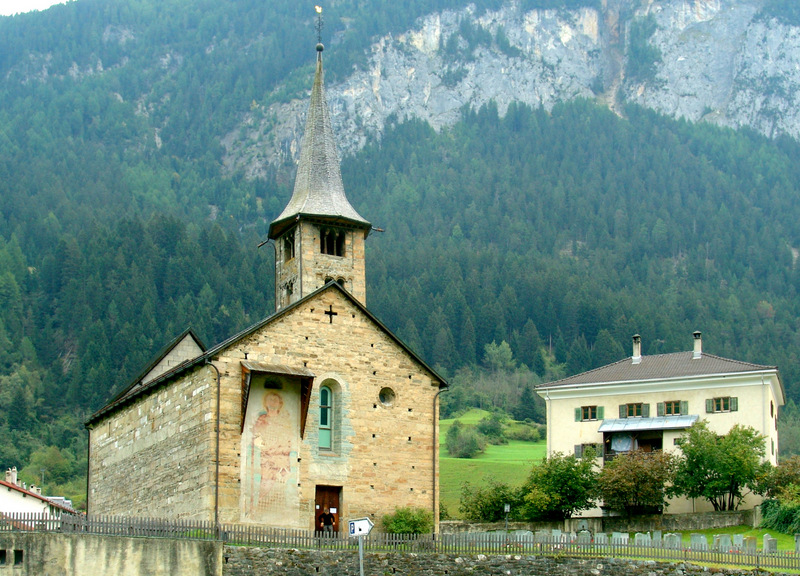
Kirche St. Martin in Zillis

- Bekanntestes Bauwerk ist die Kirche Sankt Martin Zillis aus dem 12. Jahrhundert mit der ältesten bemalten Felderdecke Europas.
- Wohnhaus in Reischen[6]
- Oberhalb Reischen stehen die Ruinen der Burg La Tur und die von privat wieder aufgebaute Burg Haselstein.[7]
- Drei Kilometer von Zillis entfernt liegt die Schlucht Viamala.